# Waldo César
Waldo Aranha Lenz Cesar (Resende 1922 — Rio de Janeiro, 3 de junho de 2007) foi um teólogo, sociólogo, professor, jornalista e escritor brasileiro. Foi um dos fundadores e diretor responsável pela revista "Paz e Terra", que foi publicada entre 1966 e 1969.
Filho do pastor presbiteriano responsável pelo templo em Botafogo (Rio de Janeiro). Após a morte do pai, se mudou para Niterói, onde se tornou líder da União da Mocidade Presbiteriana (UMP). Foi escolhido como Presidente da Confederação da Mocidade Presbiteriana e, em 1946, ajudou a organizar o Primeiro Congresso Nacional da Mocidade Presbiteriana.
Em 1947, liderou a delegação brasileira na Conferência Mundial da Juventude Cristã em Oslo (Noruega), organizado pelos futuros líderes do Conselho Mundial de Igrejas (CMI), que seria fundado em 1948.
Participou da União Cristã dos Estudantes do Brasil, entidade coordenada pelo pastor presbiteriano Jorge César Mota, que procurava formar cristãos com responsabilidade sociopolítica. Desse movimento também participaram ativistas e pensadores como: Adauto Araújo Dourado, Benjamin Moraes, Billy Gammon, Boanerges Cunha, Lysâneas Maciel, Jether Ramalho e Rubem Alves.
Em agosto de 1954, participou da Segunda Assembleia do CMI, realizada em Everston, cidade próxima à Chicago (Estados Unidos), cujo grande tema era "Igreja e Sociedade". Em 1957, tornou-se bolsista do Instituto Ecumênico, do Conselho Mundial de Igrejas (CMI), para a especialização em ecumenismo e igreja e sociedade, sob a orientação do teólogo presbiteriano Richard Shaull.
Foi secretário-executivo do Setor de Responsabilidade Social da Confederação Evangélica do Brasil (CEB), até a sua extinção em decorrência do golpe militar de 1964. Após essa extinção, ajudou a fundar o Centro Evangélico de Informação (CEI).
Em 1966, trinta pessoas de sete denominações protestantes vinculadas ao extinto Setor de Responsabilidade Social da CEB, reuniram-se em São Paulo e decidiram retomar o programa de "Igreja e Sociedade" e criaram a Comissão de Igreja e Sociedade do Brasil, mais tarde denominada ISAL – Regional Brasil. Essa entidade tinha Waldo César como diretor e Jether Ramalho como secretário-executivo.
No final de fevereiro de 1967, foi preso por agentes Departamento de Ordem Política e Social (DOPS), ficou incomunicável por quase uma semana, mas não foi torturado fisicamente e foi liberado.
Em dezembro de 1968, logo após a publicação do Ato Institucional n.º 5, se escondeu, juntamente com Lysâneas Maciel e Luiz Eduardo Wanderley, em um sítio em Resende e, desse modo, conseguiu escapar de uma nova tentativa de prisão. Ficou nesse local por cerca de três meses.
Foi um dos fundadores e diretor responsável pela revista "Paz e Terra", que foi publicada entre 1966 e 1969, com nove edições com tiragem de 10 mil exemplares.
Integrou o Núcleo de Pesquisa do Instituto de Estudo da Religião (ISER) e coordenou a seção sobre religião das enciclopédias Delta-Larousse e Mirador Internacional.
Entre 1979 e 1987, foi coordenador da Campanha Mundial contra a Fome – Ação para o Desenvolvimento, da Organização das Nações Unidas para a Agricultura e Alimentação (FAO), para a região da América Latina.
Foi autor, juntamente com Richard Shaull, de “Pentecostalismo e futuro das igrejas cristãs – promessas e desafios”, publicado em 1999.
No final da vida integrava o grupo de assessores de Responsabilidade Pública da presidência da Igreja Evangélica de Confissão Luterana no Brasil (IECLB) e foi assessor e colaborador da Fundação Luterana de Diaconia (FLD). Ele presidia as ONGs Davida e Crescente Fértil no Rio de Janeiro.
Foi casado com a professora Maria Luiza Cesar, com quem teve três filhos: Ana Cristina Cesar, uma das principais autoras da poesia marginal, Flavio e Luis Felipe. Era presbítero da Paróquia Luterana do Bom Samaritano, no Rio de Janeiro.
Faleceu em 03 de junho de 2007, após três anos de luta contra o câncer e foi sepultado no Cemitério São João Batista, no Rio de Janeiro.